# Karolin Hägele
Karolin Hägele (* 1963 in Ravensburg) ist eine deutsche Malerin.

## Leben und Wirken
Karolin Hägele studierte von 1982 bis 1987 in München Sozialarbeit und Sozialpädagogik und schloss das Studium als Diplom-Sozialpädagogin ab. Anschließend arbeitete sie bis 1991 als Sozialarbeiterin in der Jugendarbeit. Von 1994 bis 2000 studierte sie Freie Kunst an der HdK Berlin. Im Jahr 1995 absolvierte sie mit einem Erasmus-Stipendium einen Aufenthalt in Sevilla. 2000 wurde sie Meisterschülerin bei Marwan Kassab-Bachi.
Karolin Hägele ist Mitglied im Deutschen Künstlerbund. Sie lebt und arbeitet in Berlin.

## Ausstellungen
Einzelausstellungen
- 2001: Growth, Sparkasse Bodensee, Tettnang
- 2003: Annäherungen, Galerie F92, Pfefferwerk, Berlin
- 2003: Siemens AG, Düsseldorf
- 2004: PWC Deutsche Revision AG, Frankfurt am Main
- 2005: Marienhospital Euskirchen
- 2007: Westerland, Musikschule Berlin, Pankow
- 2007: Ausblicke – Einblicke, Berliner Verlag[2]

Gruppenausstellungen
- 1998: Junge Zeichnung in der HdK, Berlin
- 1999: Marwan and friends, Galerie Tammen und Busch
- 2000: Malerei und Zeichnung Klasse Marwan, Condat-Galerie
- 2001: Blau, ausgesucht, Galerie am Obertor, Ravensburg
- 2006: Von 12 bis 12, Kulturhaus Schöneberg